# Theater Liberi
Das Theater Liberi führt im deutschsprachigen Raum Musicals auf. Grundlage bilden Kinderbuchklassiker, die das Theater mit eigener Musik und Text inszeniert.

## Konzept
Das Theater Liberi wurde im Jahr 2008 gegründet. Alle Musical-Inszenierungen sind Eigenproduktionen – von der Musik und Text bis zu Bühnenbild und Kostüme. Als Grundlage dienen bekannte Kinderbuchklassiker, die das Theater Liberi als Familienmusicals inszeniert. Die Musik wird von den beiden Musikern Hans Christian Becker und Christoph Kloppenburg eigens für das entsprechende Musical komponiert. Die Texte stammen von Autor Helge Fedder.
Gesamtleiter und Inhaber des Theater Liberi ist Lars Arend. Das Theater hat seinen Sitz in Bochum.

## Musical-Produktionen
Bisher hat das Theater Liberi folgende Musicals aufgeführt:
- Aladin
- Alice im Wunderland
- Aschenputtel
- Die kleine Meerjungfrau
- Die Schneekönigin
- Die Schöne und das Biest
- Dornröschen
- Dschungelbuch
- Peter Pan
- Pinocchio
- Schneewittchen
- Tarzan

Die Musicals werden in Deutschland, Österreich, Schweiz sowie in Liechtenstein und Luxemburg aufgeführt. Insgesamt finden jährlich über 430 Aufführungen statt, die von verschiedenen Ensembles gespielt werden.
Die Aufführungen des Theater Liberi sind nicht zu verwechseln mit den bekannteren Produktionen, beispielsweise der Stage Entertainment Germany. Dementsprechend finden die Liberi-Aufführungen in der Regel in kleineren Häusern statt.